# انظر ماذا جعلتني أفعل (أغنية)
لوك وات يو مايد مي دو (بالإنجليزية: Look What You made me do)‏ أو «انظر ماذا جعلتني أفعل». هي أغنية من إنتاج المغنية وكاتبة أغاني تايلور سويفت، أطلقت في أواخر شهر أغسطس 2017 من قبل «تسجيلات بيغ ماشين» (Big machine records). تعتبر الأغنية أول أغنية لها من الألبوم السادس «ريبيتايشن» (Repetation).

## الفيديو الموسيقى
عرض الفيديو الموسيقي لأول مرة في 27 أغسطس 2017 وذلك خلال حفل توزيع جوائز جوائز إم تي في الأغاني المصورة حطم مقطع الفيديو الموسيقي التابع للأغنية الرقم القياسي في عدد المشاهدات خلال 24 ساعة، إذ نجح في تحقيق 43.2 مليون مشاهدة على يوتيوب في اليوم الأول من إطلاقه. وتجاوزت بذلك فيديو أغنية "Hello" لأديل الذي حقق 27.7 مليون مشاهدة فضلا عن أغنية "Gentellman"التي حققت 36 مليون مشاهدة يوتيوب، تمت مشاهدت أغنية تايلور سويفت بمعدل 30,000 مرة في الدقيقة وأكثر من 3 ملايين مشاهدة في الساعة. كما حطمت الرقم القياسي لأسرع فيديو يصل إلى 200 مليون مشاهدة على يوتيوب (خلال 6 أيام). والرقم القياسي لأسرع فيديو پسجل 300 مليون مشاهدة (خلال 13.3 يوم). وأيضاً الرقم القياسي بأسرع فيديو موسيقي يصل إلى 400 مليون مشاهدة. وهو في العموم ثاني أسرع فيديو موسيقي يصل إلى 100 مليون مشاهدة (في غضون 3.6 أيام) و 500 مليون مشاهدة (في غضون 34.8 يومًا)، وحتى أبريل 2018 شوهد الفيديو أكثر من 900 مليون مشاهدة مما يجعله في المركز 91 للفيديوهات الأكثر مشاهدة في كل العصور. بدءًا من إبريل 2018، وصل الفيديو الموسيقي إلى 7 ملايين إعجاب، مما يجعله الفيديو رقم 19 الأكثر إعجاب في يوتيوب على الإطلاق.

## الجوائز
| السنة | المنظمة                           | الجائزة                        | النتيجة     | Ref.  |
| ----- | --------------------------------- | ------------------------------ | ----------- | ----- |
| 2017  | جوائز إم تي في الموسيقى الأوروبية | أفضل فيديو موسيقى ‏             | رُشِّح         |       |
| 2017  | جائزة أن أر جي الموسيقية          | فيديو العام                    | رُشِّح         | [ 2 ] |
| 2018  | جوائز إن.إم.إي ‏                   | Best Music Video               | رُشِّح         | [ 3 ] |
| 2018  | جوائز آي هارت راديو الموسيقية     | Best Music Video               | رُشِّح         | [ 4 ] |
| 2018  | جوائز آي هارت راديو الموسيقية     | Best Lyrics                    | رُشِّح         | [ 4 ] |
| 2018  | جائزة اختيار أطفال نكلوديون       | Favourite Song                 | رُشِّح         |       |
| 2018  | Myx Music Award                   | Favourite International Video ‏ | في الانتظار |       |

أعتبر الفيديو أفضل فيديو موسيقى من قبل فيفو، وخامس أفضل فيديو من قبل y رولينغ ستون والسادس من قبل بيلبورد.